# Escândalo de Hwang
O Escândalo de Hwang ou Hwanggate foi uma fraude científica com ampla repercursão internacional, envolvendo o veterinário sul-coreano Hwang Woo-suk, que teve artigos científicos revisados, aceitos e publicados pela revista Science em 2004 e 2005, em que afirmara ter clonado células-tronco embrionárias humanas.
Antes da fraude ter sido descoberta, Hwang era tido como um herói nacional devido a suas supostas descobertas revolucionárias, recebendo fama e prestígio internacionais, a revista Time listando-o como uma das pessoas de maior destaque no ano de 2004. O escândalo veio a tona no final de 2005, quando surgiram questionamentos sobre a origem dos ovócitos usados na pesquisa. Denúncias e investigações subsequentes demonstraram que Hwang e seu grupo de pesquisa haviam forjado os dados, fato que ele admitiu ao final de 2006, momento em que a revista Science retraíu as publicações.
Em 2009, Hwang foi sentenciado a dois anos de prisão por fraude e corrupção. O escândalo Hwang foi um dos casos de fraude científica mais noticiados no mundo, relatado à época como "uma das fraudes mais decepcionantes da história da ciência". Cumprida a pena, Hwang segue trabalhando na área com parceria de um laboratório chinês, mas não se envolve mais com clonagem humana.

## História

### Antecedentes
Hwang Woo-suk era um veterinário que em 1993 realizou a primeira fertilização in vitro de vacas. Em 1999, tornou-se notório por afirmar ter clonado uma vaca leiteira chamada Yeongrong-i, e, alguns meses mais tarde, uma vaca coreana chamada Jin-i ou Yin-i. No ano seguinte, anunciou estar preparando a clonagem de um tigre siberiano. Apesar do tigre não ter sido clonado, Hwang recebeu ampla cobertura midiática pela tentativa. Em 2002, anunciou ter criado porcos modificados geneticamente, e em 2003 anunciou que teria clonado um bovino resistente à doença da vaca louca. Céticos questionaram os anúncios de Hwang devido a ausência de artigos científicos para suportar suas alegações.

### Artigo de 2004
Em 2004, Hwang afirmou ter clonado um embrião humano, escrevendo um artigo científico detalhando esse feito que foi revisado por pares e publicado pela revista Science, em 12 de março, sob o título "Evidence of a pluripotent human embryonic stem cell line derived from a cloned blastocyst." A clonagem de um embrião humano era um fato relevante devido ao potencial das células tronco extraídas dele para reparar tecidos danificados. O time de Hwang teria desenvolvido um novo método de transferir o conteúdo de células somáticas para o núcleo de ovócitos que se assemelhava ao uso de hashis coreanos, e atribuiu o suposto sucesso de sua pesquisa ao ambiente cultural e ao amplo financiamento público de sua pesquisa. Teria sido o primeiro clone de um embrião humano.

### Artigo de 2005
Em 2005 Hwang e seu time escreveram um novo artigo que foi aceito pela revista Science após revisão por pares. Nele, o método de clonagem teria sido ainda mais eficiente do que no artigo publicado no ano anterior, reduzindo o número de ovócitos necessários. O artigo também afirmava que os ovócitos teriam sido doados voluntariamente por mulheres, não havendo compensação financeira.

### Descoberta da fraude

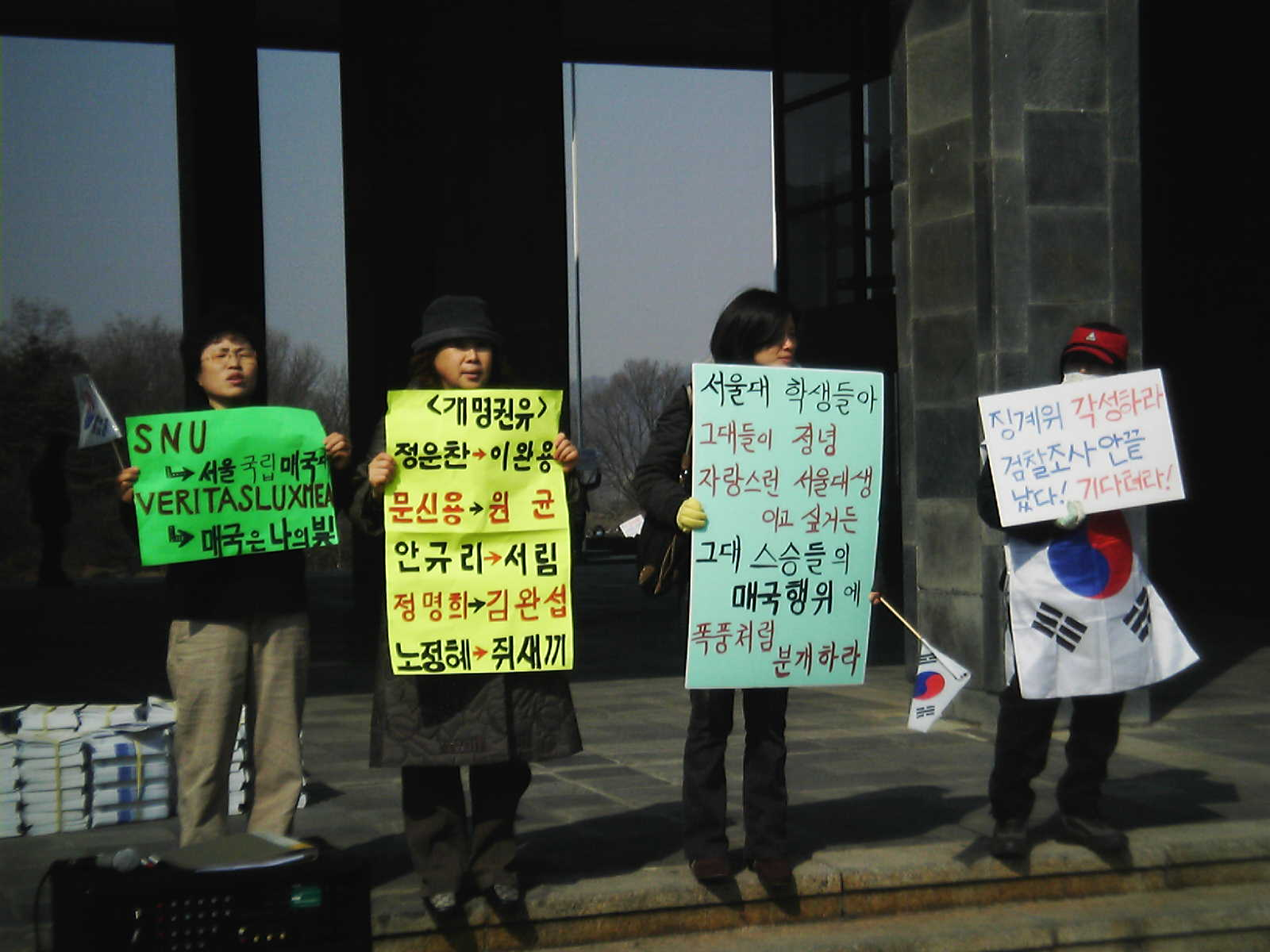
Protestos por Hwang em frente a SNU, em 2006

Em maio de 2004, a revista Nature  questionara a natureza voluntária da doação dos ovócitos pelas mulheres que participaram da pesquisa. Investigações subsequentes descobriram que Hwang havia coagido subordinadas do trabalho a doarem ovócitos e pagado pela doação de outras mulheres. A partir disso e de denúncias anônimas na internet, descobriu-se que os dados publicados pela revista Science foram simplesmente fabricados por Hwang e seu time, com fotos de células tronco presentes no artigo tendo sido copiadas, rotacionadas, e coladas, para aumentar o número de células obtidas. Em dezembro de 2005, um painel montado por uma universidade sul-coreana determinou que todas células publicas no artigo foram forjadas a partir de células não clonadas. A revista Science retraiu ambos artigos de Hwang após as investigações.

### Após a fraude
Em 2009, Hwang foi sentenciado a dois anos de prisão por fraude e corrupção. O escândalo Hwang foi um dos casos de fraude científica mais noticiados no mundo, relatado à época como "uma das fraudes mais decepcionantes da história da ciência".
Apesar da fraude envolvendo embriões humanos, o time de Hwang foi comprovadamente o primeiro a clonar um cachorro, chamado Snuppy.
Cumprida a pena, Hwang segue trabalhando na área com parceria de um laboratório chinês, mas não se envolve mais com clonagem humana.